# The Hired Man
The Hired Man è un film muto del 1918 diretto da Victor L. Schertzinger sotto la supervisione di Thomas H. Ince. Ambientato in una zona rurale del New England, aveva come interpreti Charles Ray, Charles K. French, Doris May.

## Trama
Ezry Hollins lavora in una fattoria del New England che appartiene a Caleb Endicott, ma il suo sogno è quello di andare all'università. Per realizzarlo, trascorre tutte le sere a studiare nel fienile alla luce di una lanterna. Ruth, la figlia di Caleb, che è appena tornata dal college, lo aiuta dandogli delle lezioni e lui finisce per innamorarsi della ragazza. Intanto Walter, il fratello di Ruth, si mette nei guai: per pagare un debito, sottrae del denaro alla banca con l'intenzione di rifonderlo appena possibile. Ma, venuto a sapere che quanto prima ci sarà una revisione dei conti, terrorizzato, chiede aiuto a Ezry che allora gli dà in prestito tutti i suoi risparmi, proprio quelli che dovevano servirgli per pagare gli studi universitari. Gli Endicott, vedendo che Ezry non parte più per il college ma torna al lavoro senza dare nessuna spiegazione, perdono il rispetto che nutrivano nei suoi riguardi, convinti che il giovane abbia messo da parte le proprie aspirazioni. Un giorno, però, Ezry riguadagnerà la stima degli Endicott: dopo aver salvato eroicamente Walter da un incendio, quest'ultimo troverà finalmente il coraggio di confessare che il lavorante lo ha già salvato anche dalla rovina e dal carcere sacrificandosi per lui. Dopo essersi battuto con Stuart, un borioso rivale che aspirava alla mano di Ruth, Ezry conquista definitivamente la ragazza che ama.

## Produzione
Il film fu prodotto dalla Thomas H. Ince Productions.

## Distribuzione
Il copyright del film, richiesto dalla Thomas H. Ince Productions, Inc., fu registrato il 12 gennaio 1918 con il numero LP11937.

Distribuito dalla Famous Players-Lasky Corporation e Paramount Pictures, il film - presentato da Thomas H. Ince - uscì nelle sale cinematografiche degli Stati Uniti il 27 o 28 gennaio 1918. In Francia, prese il titolo di Fleur des champs.
Copia completa della pellicola si trova conservata negli archivi del George Eastman House di Rochester e in quelli del BFI di Londra.